# Мартусы
Мартусы — деревня в Удомельском городском округе Тверской области.

## География
Деревня находится в северной части Тверской области на расстоянии приблизительно 30 км на север-северо-запад по прямой от железнодорожного вокзала города Удомля.

## История
Впервые деревня упоминается в 1501 году как пустошь Мартусово. Дворов (хозяйств) было здесь 13 (1859 год), 25 (1886), 20 (1911), 14 (1958), 3 (1986), 2 (1999). В советский период истории здесь действовали колхозы «2-я Пятилетка», «Смена», им. Сталина и «Прогресс». До 2015 года входила в состав Котлованского сельского поселения до упразднения последнего. С 2015 года в составе Удомельского городского округа.

## Население
Численность населения: 73 человека (1859 год), 65 (1886), 101 (1911), 48 (1958), 7 (1986), 6 (1999), 5 (русские 100 %) в 2002 году, 5 в 2010.